# Салон мексиканской пластики
Салон мексиканской пластики (исп. Salón de la Plástica Mexicana) — учреждение, занимающееся продвижением мексиканского современного искусства. Он был создан в 1949 году в целях расширения мексиканского рынка искусства. Первоначально салон располагался в историческом центре Мехико, но ныне основная его деятельность сосредоточена в здании в городском районе Колония-Рома. Ныне он управляется почти 400 признанными художниками и проводит несколько выставок каждый год. Хотя салон работает автономно, он является частью Национального института изящных искусств и литературы.

## Описание

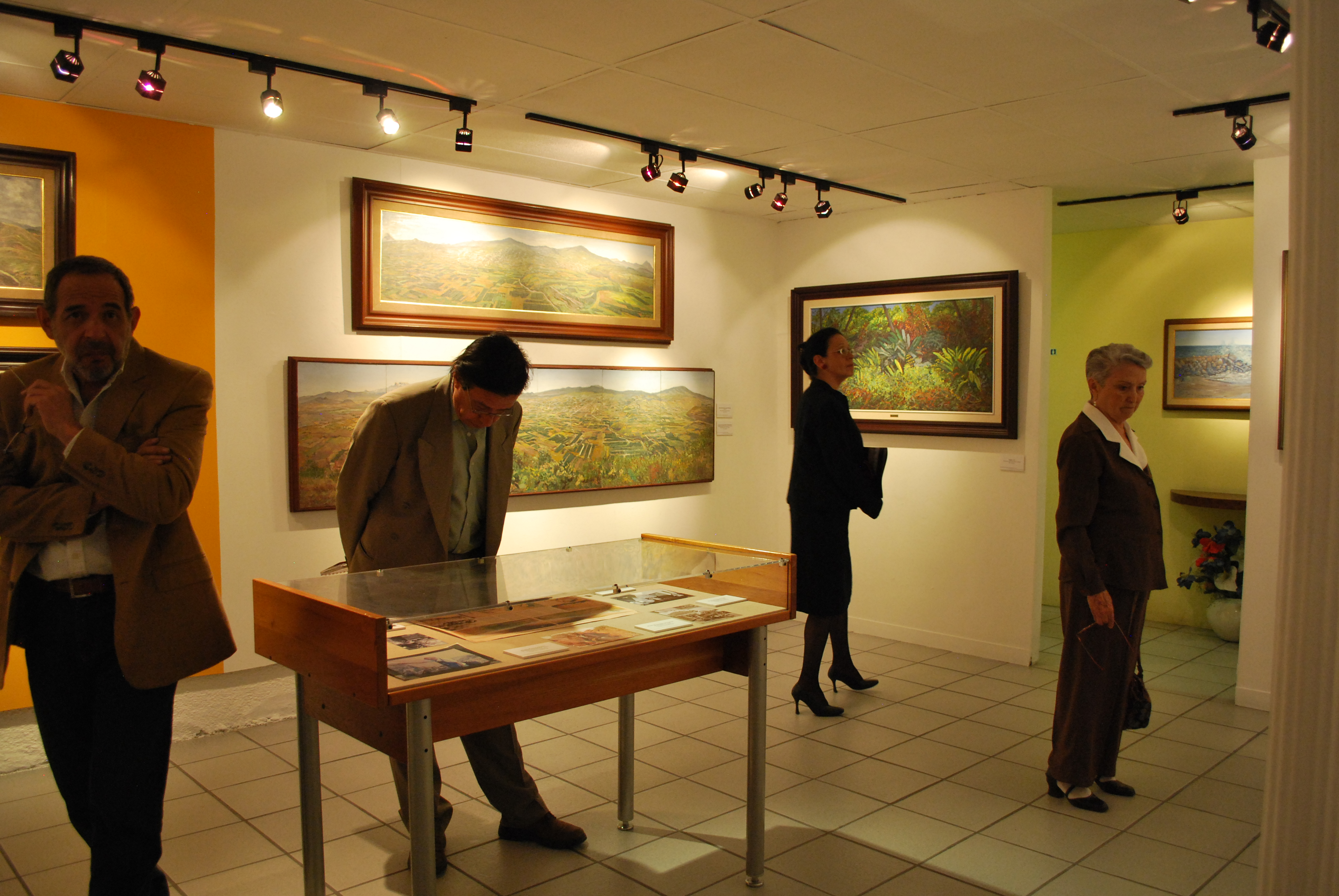
Зал в здании салона в районе Колония-Рома во время выставки, посвящённой пейзажисту Николасу Морено.

Во время открытия в 1949 году Салона мексиканской пластики его организаторы ставили его целью продвижение работ мексиканских художников, создание крупного и активного рынка для мексиканского искусства с акцентом на работы современного искусства. Работы в нём часто предлагались по сниженным ценам и включали в себя рисунки, гравюры и акварели, а также картины маслом. Идея салона состояла в том, чтобы продвигать искусство для широкой публики, а также для крупных коллекционеров. Среди его первоначальных целей была продажа работ художников без взимания комиссии. Однако сегодня миссия учреждения заключается в том, чтобы продвигать произведения искусства своих членов, не участвуя в реальных продажах.
Салон является частью Национального института изящных искусств и литературы, но работает автономно. В распоряжении салона находится два здания: первоначальное в историческом центре Мехико на улице Донселес, а также бывший особняк в районе Колония-Рома на улице Колима, который ныне служит главным зданием учреждения.
Салон мексиканской пластики служит важным источником пополнения коллекций различных институтов и музеев, таких как Музей современного искусства в Мехико. Салон сотрудничает с Национальным институтом изящных искусств с целью открытия Национального музея пластических искусств. Салон посещают в среднем 400 человек в день.

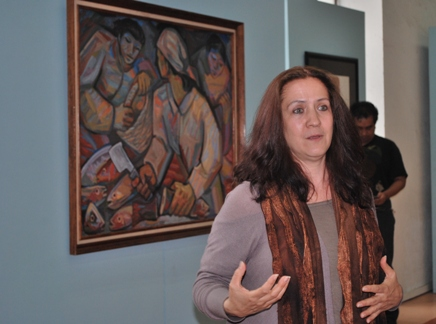
Сесилия Сантакрус

Салоном управляют почти 400 художников, которые были выбраны за свои заслуги в области искусства. Главным координатором является Сесилия Сантакрус.
С Салоном мексиканской пластики были связаны многие выдающиеся мексиканские художники: Игнасио Агирре, Сикейрос, Рауль Ангиано, Луис Ареналь, Доктор Атль, Абелардо Авила, Ангелина Белова, Альберто Бельтран, Анхель Брачо, Селия Кальдерон, Федерико Канту, Фернандо Кастро Пачеко, Хосе Чавес Морадо, Эрасто Кортес Хуарес, Ольга Коста, Лола Куэто, Херман Куэто, Гонсало де ла Пас Перес, Франсиско Досамантес, Хесус Эскобедо, Артуро Гарсия Бустос, Хорхе Гонсалес Камарена, Хесус Герреро Кальван, Ксавьер Герреро, Фрида Кало, Агустин Ласо, Амадор Луго, Леопольдо Мендес, Карлос Мерида, Густаво Монтойя, Тосия Маламуд, Франсиско Мора, Николас Морено, Неферо, Луис Нисидзава, Хуан О’Горман, Пабло О’Хиггинс, Карлос Ороско Ромеро, Луис Ортис Монастерио, Фелисиано Пенья, Фанни Рабель, Эверардо Рамирес, Хесус Рейес Феррейра, Мануэль Родригес Лосано, Диего Ривера, Антонио Руис, Хуан Сориано, Руфино Тамайо, Корделия Уруэта, Эктор Ксавьер, Десидерио Эрнандес Хочитиоцин и Альфредо Сальсе.
В течение года в салоне проводятся многочисленные выставки, часто в сотрудничестве с другими учреждениями, такими как Столичный автономный университет и Министерство внутренних дел. Он также организовывал выставки за пределами своего здания в Колонии-Роме, такие как «Universo Gráfico» в Американском университете Акапулько. Большинство выставок салона посвящаются конкретным художникам, но бывают и тематические, в том числе посвящённые историческому центру Мехико, а также мексиканскому Дню мёртвых.